# النوم الكبير (فلم 1946)
النوم الكبير (بالإنجليزية: The Big Sleep) فيلم نوار عام 1946 من إخراج هوارد هوكس، أول نسخة من رواية عام 1939 التي تحمل الاسم نفسه لريموند تشاندلر. الفيلم من بطولة همفري بوجارت في دور المحقق الخاص فيليب مارلو ولورين باكال في دور فيفيان روتليدج في قصة حول «عملية التحقيق الجنائي، وليس نتائجه». شارك ويليام فولكنر ولي براكيت وجول فورثمان في كتابة السيناريو. في عام 1997، اعتبرت مكتبة الكونجرس الأمريكية الفيلم «مهمًا ثقافيًا أو تاريخيًا أو جماليًا»، وأضفته إلى السجل الوطني للسينما.

## طاقم التمثيل
- همفري بوغارت: في دور فيليب مارلو
- لورين باكال: في دور فيفيان ستيرنوود روتليدج
- جون ريدجلي: في دور إيدي مارس
- مارثا فيكرز: في دور كارمن ستيرنوود
- سونيا دارين: في دور أجنيس لوزير، إيه جي جيجر
- دوروثي مالون: في دور مالكة مكتبة أكمي
- بيغي كنودسن: في دور منى مارس
- ريجيس تومي: في منصب كبير المفتشين بيرني أولس
- تشارلز والدرون: في دور الجنرال ستيرنوود
- تشارلز دي براون: في دور نوريس، كبير الخدم
- بوب ستيل: في دور لاش كانينو
- إليشا كوك الابن: في دور هاري جونز
- لويس جين هيدت: في دور جو برودي

## أحداث الفيلم
يستدعي الجنرال ستيرنوود المحقق الخاص فيليب مارلو إلى قصره، لتسوية «ديون المقامرة» التي تدين بها ابنته كارمن لبائع الكتب آرثر جيجر. بينما يغادر مارلو، تقابله ابنة ستيرنوود الكبرى فيفيان، التي تشتبه في أن الدافع الحقيقي لوالدها لاستخدام محقق خاص هو العثور على ربيبه شون ريجان الذي اختفى في ظروف غامضة قبل شهر. يذهب مارلو إلى متجر جيجر الذي تهتم به أجنيس لوزير، ثم يذهب إلى منزل جيجر، حيث يسمع طلقة نارية وصراخ امرأة، يقتحم مارلو المكان ليجد جثة جيجر وكارمن الابنة الصغرى لستيرنوود مخدرة، وكذلك كاميرا خفية خالية من الفيلم. يصطحب كارمن إلى بيتها، ويعود ليكتشف اختفاء الجثة. يعلم مارلو أن سائق ستيرنوود، أوين تايلور، قد عُثر عليه ميتًا في سيارة ليموزين تطفو غارقة في البحر، بعد أن أصيب في مؤخرة رأسه.
تأتي فيفيان إلى مكتب مارلو في صباح اليوم التالي ومعها صور فاضحة لكارمن تلقتها مع طلب ابتزاز للحصول على سلبيات الصور. يعود مارلو إلى مكتبة جيجر ويتبع سيارة إلى شقة جو برودي، المقامر الذي سبق له ابتزاز الجنرال ستيرنوود. تصر كارمن على أن برودي هو من قتل جيجر. يذهب مارلو إلى شقة برودي، حيث يجد كلاً من أجنيس وفيفيان، وتقاطعهم كارمن، التي تريد صورها بالقوة، وينتزع مارلو سلاحها ويرسل فيفيان وكارمن إلى المنزل. يعترف برودي أنه كان وراء الابتزاز، بعد أن سرق السلبيات من تايلور، ويتحرك برودي لسماعه طرقات على الباب، ويفاجأ بطلق ناري عليه. يطارد مارلو القاتل ويقبض على كارول لوندجرين، سائق جيجر السابق، الذي يعتقد أن برودي يخدعه. يستدعي مارلو الشرطة لاعتقال لاندجرين.
يزور مارلو كازينو مارس حيث يسأل عن ريجان، بعد أن عرف على علاقة مع زوجة مارس، الذي يراوغ ويخبر مارلو أن فيفيان عليها ديون مقامرة. تفوز فيفيان برهان كبير ثم تطلب من مارلو أن يأخذها للبيت. يحاول عميل مارس سرقة فيفيان، لكن مارلو يتصدى له. أثناء القيادة، يضغط مارلو على فيفيان بشأن علاقتها بمارس، لكنها لا تعترف بأي شيء، وعند وصولهما يجد مارلو أن كارمن تنتظره. تقول كارمن إنها لم تعجب بريجان وتذكر أن مارس يقابل فيفيان كثيرًا، عندما تحاول إغواءه، يتركها ويغادر. تخبره فيفيان في اليوم التالي، إنه يستطيع التوقف عن البحث عن ريجان؛ لقد تم العثور عليه في المكسيك وسوف تراه. يتعارك مارس مع مارلو لمنعه من إجراء المزيد من التحقيقات. يكتشف مارلو مع تتابع الأحداث أن مارس هو من يقوم بابتزاز فيفيان، وإن كارمن هي من قتلت ريجان. يقوم مارلو بمهاجمة مارس، ويتصدى له رجال مارس. تنتهي الأحداث عندما يقوم مارلو بابلاغ الشرطة ويخبرهم أن مارس هو الذي قتل ريجان، كما يقنع فيفيان أن أختها بحاجة إلى رعاية نفسية.

## استقبال الفيلم
صدر الفيلم عام 1945 بشكل تجريبي، ثم أعيد تصويره وتحريره وتنقيحه أخيرًا في 23 أغسطس 1946، ويعتبر الإصدار السينمائي للفيلم أكثر نجاحًا من الإصدار التجريبي لعام 1945، لكن هواة نجوم السينما يفضلون نسخة فيلم نوار عام 1946 لأنهم يعتبرون ظهور بوجارت وباكال أكثر أهمية من قصة رويت جيدًا.
وفقًا لسجلات شركة وارنر براذرز، حقق الفيلم 000,493,3 دولار محليًا و 000,375,1 دولارًا عالميًا.
قال بوسلي كروثر في وقت صدوره عام 1946، إن الفيلم يترك المشاهد «مرتبكًا وغير راضٍ»، مشيرًا إلى أن باكال «أنثى خطيرة المظهر»... «لم تتعلم بعد التمثيل» وقال ايضًا: «هذا فيلم من تلك الأفلام التي تحدث فيها الكثير من الأشياء الخفية وسط الكثير من المؤامرات المتورطة والمخادعة بحيث يصبح العقل مرتبكًا تمامًا. ولجعل الأمر أكثر تفاقمًا، فإن المحقق اللامع في القضية يقوم باستمرار باستنتاجات داهية يحتفظ بها لنفسه بعناد. مع إثنين من الألغاز المتشابكة والعديد من الشخصيات المتضمنة، سرعان ما يصبح مجمع الابتزاز والقتل شبكة من الحيرة المطلقة. لسوء الحظ، لم يقم كتاب السيناريو بالكثير لتوضيح الأمر في النهاية».
وصف الناقد السينمائي جيمس أجي الفيلم بأنه: «الفيلم مجدي للذين لا يهتمون بما يحدث، أو لماذا يحدث، طالما أن الكلمات قوية والحركات أكثر قوة» ولكنه أصر على أن «الحبكة محيرة بشكل جنوني، الفيلم كابوس ضبابي»، وأطلق على بوجارت «الأقوى إلى حد بعيد»، وأشاد بهمفري بوجارت، ووصف دور لورين باكال بأنه«مثل حيوان الكوجار المراهق».
صدرت نسخة من الفيلم عام 1997 مأخوذة من ما تم تصويره عام 1945، حيث تم العثور في منتصف التسعينيات، على نسخة ما قبل الإصدار (النسخة الأصلية للمخرج هوكس) في أرشيف «اوكلا» للسينما والتلفزيون. كانت هذه النسخة قد صدرت للجيش لعرضها على القوات في جنوب المحيط الهادئ. قام بعض المتبرعون، وعلى رأسهم ناشر المجلة الأمريكية هيو هيفنر، بجمع الأموال لدفع ثمن ترميم واعداد هذه النسخة، التي صدرت لدور العرض عام 1997 لفترة عرض قصيرة.
أدرج الناقد السينمائي روجر إيبرت الفيلم في قائمة "الأفلام العظيمة"، وأشاد بكتابة الفيلم. فضل إيبرت إصدار عام 1946، وقال: "تضيف المشاهد الجديدة (نسخة 1946) شحنة للفيلم كانت مفقودة في نسخة 1945. السبب الوحيد لرؤية النسخة السابقة هو الذهاب وراء الكواليس، لمعرفة كيف يمكن تغيير نغمة وتأثير الفيلم ببضع مشاهد فقط، إنه أحد أفلام noir العظيمة، وهو سيمفونية بالأبيض والأسود.
كتب إريك بريس من صحيفة واشنطن بوست في عام 1997: «أن النسخة الأصلية لعام 1945 كانت أبطأ قليلاً من تلك التي تم إصدارها بعد عام، وتفاعل أقل حدة بين بوجارت وباكال، لكنها لا تزال تحفة فنية غير مشروطة.»
أدرج معهد الفيلم الأمريكي عام 2003، شخصية المحقق فيليب مارلو في المرتبة 32 في قائمة أفضل شخصيات الأفلام. حصل الفيلم على المركز 202 في استطلاع عام 2012 لنقاد «الصورة والصوت» لأعظم الأفلام على الإطلاق.

## روابط خارجية
- النوم الكبير على موقع IMDb (الإنجليزية)
- النوم الكبير على موقع ميتاكريتيك (الإنجليزية)
- النوم الكبير على موقع الموسوعة البريطانية (الإنجليزية)
- النوم الكبير على موقع روتن توميتوز (الإنجليزية)
- النوم الكبير على موقع نتفليكس (الإنجليزية)
- النوم الكبير على موقع قاعدة بيانات الأفلام العربية
- النوم الكبير على موقع ألو سيني (الفرنسية)
- النوم الكبير على موقع Turner Classic Movies (الإنجليزية)
- النوم الكبير على موقع أول موفي (الإنجليزية)
- النوم الكبير على موقع فيلمافينيتي (الإسبانية)